# Districtul El Omaria
El Omaria este un district din provincia Médéa, Algeria.